# Resio
Il Resio è un torrente della provincia di Brescia lungo 4 km. Nasce dal lago Rondeneto, sul monte Rosello, percorre la valle omonima e confluisce da sinistra nell'Oglio all'altezza di Plemo, frazione di Esine, in Val Camonica. Il torrente è compreso nei comuni di Darfo Boario Terme ed Esine. Le acque del torrente sono sfruttate per la produzione di energia idroelettrica nella centrale di Resio.